# TA3
TA3 – słowacka komercyjna informacyjno-publicystyczna stacja telewizyjna, powstała 23 września 2001. 
Kanał TA3 nadaje niekodowanie z Astry 3B – 23,5°E oraz z Amosa 4°W (MPEG-4).